# Rosco Gordon

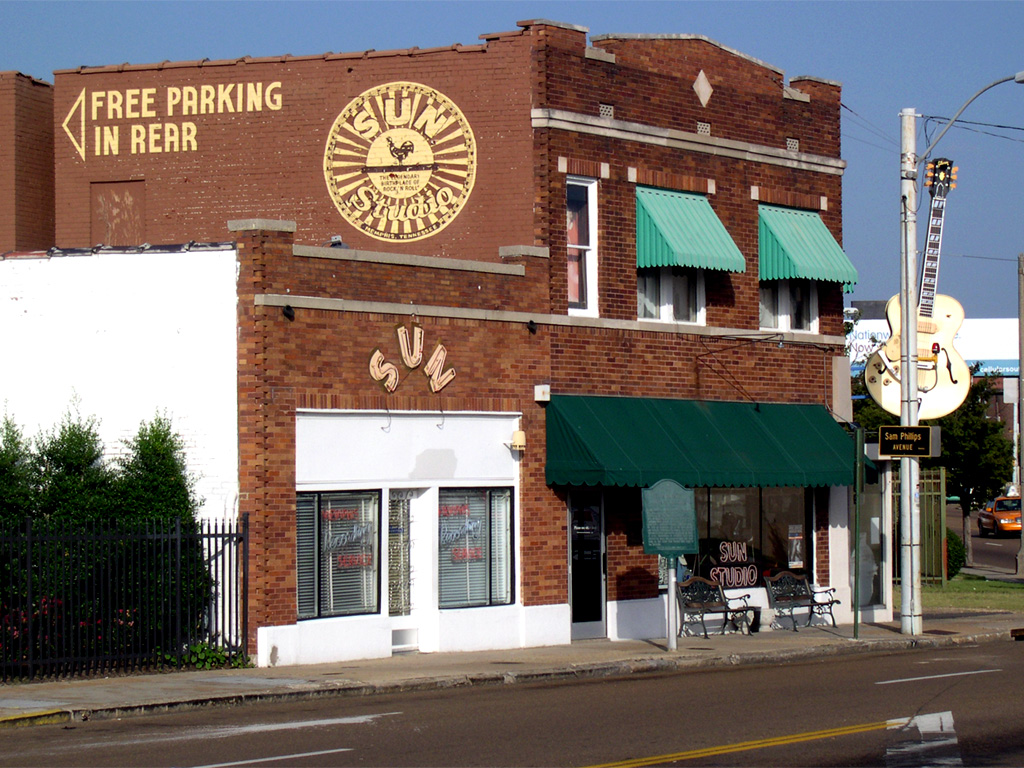
Sun Studio (Memphis, Tennessee), gdzie Gordon nagrywał w latach 50.

Rosco Gordon (ur. 10 kwietnia 1928 w Memphis, zm. 11 lipca 2002 w Queens) – amerykański kompozytor i wokalista bluesowy. Zyskał popularność przede wszystkim jako autor przeboju „Booted”, który trafił na pierwsze miejsca list przebojów R&B, a także singli „No More Doggin'” i „Just a Little Bit”.

## Biografia
Urodzony na Florida Street w Memphis w stanie Tennessee, Gordon należał do kręgu muzyków wywodzących się z Beale Street, środowiska, które znacząco wpłynęło na rozwój stylu znanego jako Memphis Blues. Większość jego nagrań z początkowego okresu twórczości powstała dla wytwórni Sun Records kierowanej przez Sama Phillipsa. Gordon rozwinął technikę gry na pianinie określaną później mianem „The Rosco Rhythm”, która polegała na synkopowaniu rytmu. Chociaż i przed Gordonem w podobnym stylu nagrywali inni wpływowi pianiści R&B, jak na przykład Professor Longhair (słychać to między innymi w piosence „Willie Mae”), to właśnie Rosco zainspirował jamajskiego pianistę Theopilusa Beckforda („Easy Snappin'”), co zapewniło mu pozycję wśród muzyków, którzy przyczynili się do powstania muzyki bluebeat i reggae.
Kariera Gordona rozpoczęła się w 1952 od utworu „Booted”, poprzedzającego wydany jeszcze w tym samym roku „No More Doggin'”. Sam Phillips sprzedał taśmę z gotowym nagraniem dwóm konkurującym wytwórniom płytowym: Chess oraz RPM, które równocześnie wypuściły go w formie singla – wcześniej Phillips sprzedał w ten sposób nagrania Howlin’ Wolfa. Wersja wypuszczona przez RPM dotarła na 1. miejsce listy przebojów Billboard R&B. Wytwórnia Chess wdała się później w konflikt z właścicielami RPM, braćmi Bihari, który został rozwiązany poprzez przyznanie RPM wyłączności na utwory Gordona – wytwórnia Chess podpisała natomiast kontrakt z Howlin’ Wolfem.
W 1960 roku Gordon wydał swój ostatni singiel, „Just a Little Bit”, który wszedł na listy przebojów i stał się hitem zarówno wśród słuchaczy muzyki R&B, jak i popularnej. Po tym numerze, Gordon nie odniósł już większych sukcesów, mimo że nie brakowało mu entuzjazmu ani talentu. Nie wyprodukowawszy więcej żadnego przeboju, w 1962 Rosco Gordon wycofał się z przemysłu muzycznego. Wraz z żoną przeniósł się do Queens w Nowym Jorku, gdzie zakupił udziały w przedsiębiorstwie prowadzącym sieć pralni. W 1984, po śmierci żony zaczął ponownie występować, tym razem w obrębie Nowego Jorku.
W 2002 roku Gordon został zaproszony przez Richarda Pearce’a do udziału w dokumentalnym filmie „The Road To Memphis”, w którym wraz z kilkoma sławami tamtejszej sceny muzycznej powraca do Memphis, by oddać hołd Samowi Phillipsowi przy okazji rozdania W. C. Handy Awards. Sześć tygodni po zakończeniu zdjęć Gordon zmarł na atak serca w swoim mieszkaniu w Rego Park, w Queens. Miał 74 lata. Został pochowany na Rosedale Cemetery w Linden, w stanie New Jersey.